# آلفرد فروکیه یوئنسن
آلفرد فروکیه یوئنسن (دانمارکی: Alfred Frøkjær Jørgensen; ۳۰ اوت ۱۸۹۰ – ۲۶ نوامبر ۱۹۷۳) ژیمناست هنری اهل دانمارک بود.